# Sijarina
Sijarina es un pueblo ubicado en la municipalidad de Medveđa, en el distrito de Jablanica, Serbia.

## Superficie
Posee una superficie de 21,74 kilómetros cuadrados.

## Demografía
Hasta 2011 la población era de 133 habitantes, con una densidad de población de 6,117 habitantes por kilómetro cuadrado.